# Declaração de Independência de Mecklenburg

Bandeira da Carolina do Norte, contendo a data do documento falsificado

A Declaração de Independência de Mecklenburg é um texto publicado em 1819, representando uma falsa declaração de independência do Condado de Mecklenburg, supostamente declarada a 20 de maio de 1775, em Charlotte, Carolina do Norte, separando-o do Reino Unido, o que predataria a Declaração da Independência dos Estados Unidos.

## História
Em 31 de maio de 1775, foram assinadas as Resoluções de Mecklenburg, que provavelmente provieram base para a história da independência de Mecklenburg. A primeira referência conhecida a uma suposta independência de Mecklenburg anterior à dos Estados Unidos se deu em 1783, nos escritos de um mercador alemão chamado Trangott Bagge, reencontrados em 1904. Em 1800, um John McKnitt Alexander rascunhou com base em suas próprias memórias como teria sido a suposta declaração, entregando suas notas ao Pai Fundador William Richardson Davie. O texto da suposta declaração, por sua vez, foi integralmente publicado pela primeira vez em 30 de abril de 1819, na Raleigh Register and North Carolina Gazette com o título de Declaração de Independência (em inglês:  Declaration of Independence). Foi predatado a 20 de maio de 1775, dizendo-se uma declaração de independência emitida em Charlotte por autoridades do Condado de Mecklenburg, na Carolina do Norte, então parte dos Estados Unidos, mas uma das Treze Colônias do Império Britânico na data fictícia. Haveria ocorrido após os cidadãos saberem da Batalha de Lexington.
Em 1825, houve a primeira comemoração pública do aniversário do suposto evento, enquanto em 1831 o governador do estado, Montfort Stokes, publicou e endossou a suposta declaração, e em 1835 mais de cinco mil pessoas se reuniram em Charlotte. Em 1861, a data foi inserida na bandeira da Carolina do Norte, e em 1893 no selo do estado.
Hoje, há largo consenso sobre a declaração ser espúria, construído por historiadores desde a descoberta em 1838 de que a suposta declaração não fora citada em jornais contemporâneos.